# Parafia św. Aleksandra Newskiego w Kopenhadze
Parafia św. Aleksandra Newskiego – parafia prawosławna w Kopenhadze, w eparchii berlińskiej i niemieckiej Rosyjskiego Kościoła Prawosławnego poza granicami Rosji.
Świątynią parafialną jest cerkiew św. Aleksandra Newskiego. W nabożeństwach (odprawianych według starego stylu) używa się języków: angielskiego, duńskiego, greckiego, rosyjskiego i serbskiego. Przy cerkwi działa szkoła niedzielna oraz biblioteka.
Proboszczem jest ks. protojerej Sergij Plechow.